# Abraham Ruhumuriza
Abraham Ruhumuriza (* 28. August 1979) ist ein ruandischer Straßenradrennfahrer.
Abraham Ruhumuriza konnte 2002–2005 und 2007 die Gesamtwertung der Tour of Rwanda für sich entscheiden und 2008 gewann er eine Etappe dort. In der Saison 2009 wurde er Erster der Gesamtwertung bei Kwita Izina und bei der Afrikameisterschaft in Windhoek belegte er den 13. Platz im Straßenrennen. 2010 gewann Ruhumuriza zwei Etappen bei der Tour du Cameroun und wurde Siebter in der Gesamtwertung.

## Erfolge
2010
- zwei Etappen Tour du Cameroun

2012
- Gesamtwertung und eine Etappe Kwita Izina Cycling Tour